# Puebliti
I puebliti furono i frati minori francescani del ramo riformato da Giovanni da Puebla.

## Storia
La riforma fu iniziata da Giovanni da Puebla: primogenito di Álvaro de Sotomayor, conte di Belalcázar, abbracciò la vita religiosa tra i monaci girolamini ma poi decise di unirsi ai frati minori osservanti; nel 1480 ricevette l'abito francescano a Roma dalla mani di papa Sisto IV e, dopo un periodo trascorso nell'eremo delle Carceri e in altri conventi italiani, nel 1486 tornò in Spagna dove si impegnò per la riforma dell'osservanza, decaduta dall'originario fervore.
Promosse una nuova riforma che, proponendosi una vita più povera e più austera, fu detta della "stretta osservanza". La riforma fu approvata da papa Innocenzo VIII con la bolla Sacrae Religionis del 6 marzo 1487.
Il pontefice concesse ai seguaci di Giovanni da Puebla di "vivere la regola di san Francesco nello spirito del primitivo istituto", di aprire due case e costituire una custodia, di accogliere sia frati minori osservanti che nuovi candidati, di eleggere un custode; fu infine data facoltà ai puebliti di scegliere sotto l'obbedienza del ministro generale (conventuale) o del vicario generale ultramontano (osservante).
Il primo convento fu quello di Santa María de los Ángeles, aperto nel 1487 presso Hornachuelos, nella Sierra Morena, seguito da quello di Belalcázar: nel 1489 fu istituita la custodia, intitolata agli Angeli. Il primo custode fu il fondatore.
Per la sua opera di riforma, Giovanni da Puebla si avvalse dell'esperienza maturata nei romitori italiani e fece giungere dall'Umbria alcuni frati (Andrea da Perugia, Ilarione da Todi, Francesco da Bastia).
La morte in ancor giovane età del fondatore ne impedì lo sviluppo: l'opera fu continuata da Giovanni da Guadalupe, che la sviluppò in una nuova riforma della "più stretta osservanza".